# Condado de McMullen
El condado de McMullen es uno de los 254 condados del estado estadounidense de Texas. La sede y ciudad más poblada del condado es Tilden. El condado posee un área de 2.959 km² (los cuales 77 km² están cubiertos por agua), la población de 851 habitantes, y la densidad de población es de 0,35 hab/km² (según censo nacional de 2000). Este condado fue fundado en 1858.